# 한국외항선교회
한국외항선교회(Korea Harbor Evangelism)는 1974년 7월 4일해외 선교를 위해 사단법인으로 조직된 한국 최초의 자생적 초교파 선교단체이며 공식 이름은 (사)한국외항선교회/월드컨선이다. 초창기에는 항구에 들어오는 외국선원들의 타문화권선교에 머물지 않고 선교사 파송, 선교사 훈련, NGO를 통한 봉사, 단기 선교프로그램등의 사역을 통하여 세계선교를 목적으로 한다. 선교회는 국내 주요한 선교학자들로 구성된 신학강좌를 개설하여 선교사들을 교육하고 있다. 초대 명예회장으로 한경직 목사, 초대 이사장으로 이기혁 목사 그리고 최기만 목사, 이광선 목사의 헌신적 사역으로 발전하였다.
 현재 법인 이사장은 김삼환 목사이며, 상임회장은 대한예수교장로회(통합) 총회한국교회연구원 원장인 노영상 박사이며 사무총장에 풀러 신학교 석좌교수인 김창환 교수이다.

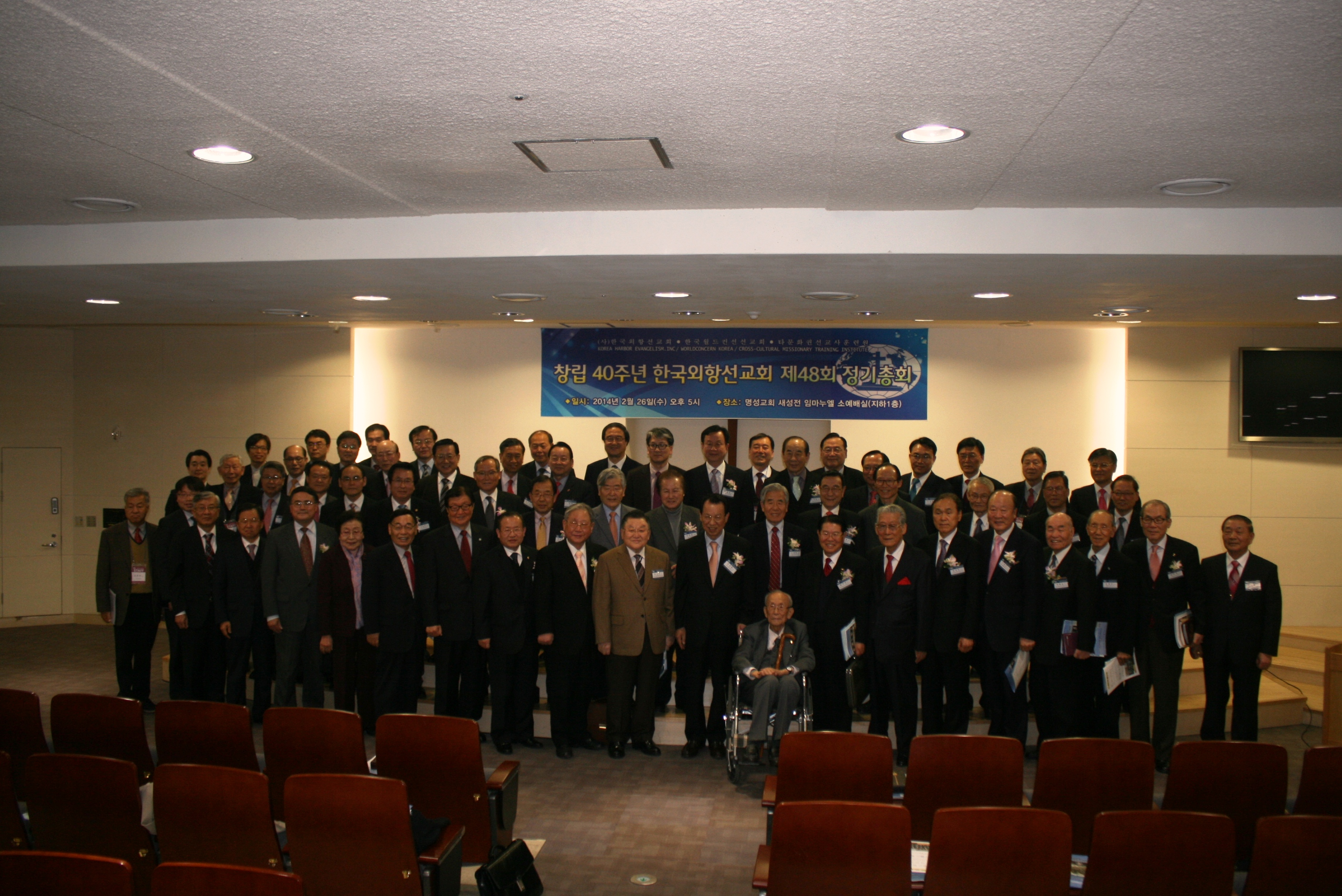
한국외항선교회 창립 40주년 제 48회 총회

## 설립배경
1973년 국제항구로 활기를 띠었던 인천항을 비롯한 여러 항구로 들어오는 수많은 외항선원들이 입항했지만 심신이 지쳐있는 그들에게 복음을 전하기 위하여 1974년 사단법인 한국외항선교회가 창립됐다. 선원들을 위하여 김의민 장로의 주선으로 시온 감리교회 김용련 목사와 김학수 장로등이 기도로 준비하던 중 1973년 1월초 창립준비위원회를 조직하여 1974년 7월 4일 경인지역의 대표들이 인천성산감리교회에서 모임을 갖고 초대 이사장에 이기혁 목사, 회장에 최준옥 목사, 총무에 김의민 장로, 부총무와 선교 사역자로 이란과 아프가니스탄에서 사역한 최기만 선교사를 선임하여 출범하게 되었다.
 복음을 역수출하는 한국외항선교회는 타문화권 선교와 민간외교에 기여한다는 목적을 두고 한국 교회 지도자들과 성도들에 의해 창립된 초교파적 토착 선교기관이다. 이후 부산을 비롯해 군산과 울산, 포항과 제주 등 국내 8개 지역에 지회를 설립하고 항만선교 사역을 감당하고 있습니다. 한국외항선교회는 세계 150여개국 150만명의 외국 선원들에게 복음을 전하고 이 중 5만5천명이 결신하였다. 항만선교뿐 아니라 선교사를 육성해 파송하는 역할부터 교회개척과 의료보건, 빈민구제 등 다양한 통로를 통해 복음을 전하고 있다.

## 법인이사 (28명)
|                       |             |                                         |
| 법인이사장            | 김삼환 목사 | 명성교회 원로 / 예장통합 증경총회장     |
| 법인총재              | 이정익 목사 | 신촌성결교회 원로 / 기성 증경총회장     |
| 월컨이사장/공동총재   | 김경원 목사 | 서현교회 원로                           |
| 월컨부이사장/공동총재 | 소강석 목사 | 새에덴교회 당회장 / 예장합동 증경총회장 |
| 법인부이사장          | 강신원 목사 | 노량진교회 원로                         |
| 상임회장              | 전철환 목사 |                                         |
| 법인이사              | 김창환 목사 | 본회 사무총장                           |
| 법인이사              | 김승학 목사 | 안동교회 당회장                         |
| 법인이사              | 김선규 목사 | 성현교회 원로                           |
| 법인이사              | 김정서 목사 | 제주영락교회 원로 / 예장통합 증경총회장 |
| 법인이사              | 림형석 목사 | 평촌교회 당회장 / 예장통합 증경총회장   |
| 법인이사              | 석기현 목사 | 경향교회 당회장                         |
| 법인이사              | 손병렬 목사 | 포항중앙교회 당회장                     |
| 법인이사              | 신정호 목사 | 전주동신교회 당회장                     |
| 법인이사              | 이순창 목사 | 연신교회 당회장 / 예장통합 부총회장     |
| 법인이사              | 이전호 목사 | 충신교회 당회장                         |
| 법인이사              | 이필산 목사 | 청운교회 당회장                         |
| 법인이사              | 임석순 목사 | 한국중앙교회 당회장                     |
| 법인이사              | 정영교 목사 | 산본양문교회 당회장                     |
| 법인이사              | 주성민 목사 | 세계로금란교회 담임                     |
| 법인이사              | 최상용 목사 | 인천성산교회 담임                       |
| 법인이사              | 황덕영 목사 | 새중앙교회 당회장                       |
| 법인이사              | 황승룡 박사 | 호남신학대학교 명예총장                 |
| 법인이사              | 황형택 목사 | 강북제일교회 당회장                     |
| 법인이사              | 김순미 장로 | 영락교회 시무장로                       |
| 법인이사              | 김영진 장로 | (유)성서원 대표                         |

### 본부사무처
|                   |                                              |
| 직책              | 이름                                         |
| 상임회장 재정팀장 | 전철환 황미혜 팀장 김창모 박사 이윤우 선교사 |

국내항만지회
|                                                                         |                                                                                     |                                                                                                 |
| 지회                                                                    | 지회장                                                                              | 총무                                                                                            |
| 인천지회 부산지회 군산지회 광양지회 포항지회 평택지회 동해지회 제주지회 | 최상용 목사 허원구 목사 강무순 목사 김재구 목사 공병의 목사 유종만 목사 문재황 목사 | 임성호 목사 박민환 목사 양제영 목사 신영숙 목사 김영학 목사 김윤규 목사 이영렬 목사 김한승 목사 |

## 주요사역
본부사역, 국내 항만선교사역, 해외선교사역, 타문화권 선교훈련원사역이 있다.

### 본부사역

#### 사역목표
선교 전문화를 위한 체계적 지원

#### 사역중점
- 선교의 전문화를 위한 자료개발 홍보
- 선교시간의 네트워크 활성화
- 해외지회의 선교 효율성 재고
- 후원교회의 개발 및 관리
- 선교현지 순방 및 지도
- 홈메이지 및 데이터베이스 운영
- 선교사 자녀 장학금 지원
- 항만선교사역 활성화 지원

### 국내 항만 선교사역

#### 사역목표
- 승선선교, 절기감사예배, 선원특별행사(운동경기 개최, 한국관광, 의료선교 등)적극적인 선교활동을 추진하여 선원결신자를 증대

#### 사역방침
- 다양한 선교활동으로 복음전파 사역을 극대화
- 찬양기도 모임, 선원초청예배 (영어권, 중국어권, 러시아, 스페인어, 기
- 체육대회, 스포츠, 오락 등을 통하여 선원들의 심신단련
- 후원교회, 초청예배, 선교보고회, 방송선교를 통한 선교자원 동원
- 각국 언어로 번역된 성경 및 전도지를 활용
- 기독교 관련 단체(기관)에 적극 참여하여 활동

#### 사역중점
- 선교차량 확보 및 홈페이지 활동을 통한 선교 활성화
- 선교센타 사무실 개설 추진
- 선교센타를 중심으로 팀 사역 지향
- 지역 대학 동아리 모임/자원동원 강화
- 지역의 후원교회를 발굴하여 선교의 영역 확장

### 타문화권 선교사훈련원 사역(CCMTI)
- 선교사 후보자 발국
- 지역교회와 함께하는 선교학교
- 아웃리치사역
- 언어훈련원

## 훈련원 신학위원회
- 위원장: 최형근 교수(서울신대)
- 자문위원: 채수일 총장(한신대), 임승안 총장(나사렛대), 임성택 전 총장(강서대), 이병수 총장(고신대), 노영상 회장(외항선교회)
- 서기: 반광준 박사(장신대)
- 신학위원: 김은수 교수(전주대), 김창환 교수(풀러신학대학원), 노철래 교수(성공회대), 신길자 교수(바이블아카데미), 박창현 교수(감신대), 박형철 교수(국제강해설교연구원 원장), 안명준 교수(평택대), 이명석 교수(아신대), 이병옥(장신대), 이성용 대표(한국뉴스), 이후천 교수(협성대), 임성호 총무(외항선교회 인천지회), 장훈태 교수(백석대), 정종기 교수(아신대), 조병호 원장(한국통독원), 하충엽 교수(숭실대), 김은정 박사(연세대)[7]

## 한국외항선교회 연혁
| 년도 | 날짜                      | 내용 |
| 1974 | 07.04                     | 한국외항선교회 창립(인천) |
| 1974 | 07.11                     | 제1회 이사회개최 초대이사장 : 이기혁 목사, 회장 : 최준옥 목사 총무 : 김의민 장로, 선교총무 : 최기만 선교사 |
| 1976 | 07.                       | News Letter 발간 |
| 1976 | 11.15                     | 부산지회 설립 |
| 1977 | 04.26                     | 서울 본부 사무실 개설(신촌성결교회 교육관 3층) |
| 1978 | 10.10                     | 속초지회 설립 |
| 1979 | 04.28                     | 제주지회 설립 |
| 1981 | 03.15                     | 군산지회 설립 |
| 1981 | 10.20                     | 한국월드컨선선교회 창립 |
| 1982 | 01.14                     | 제1회 한국월드컨선선교회 이사회 개최 이사장 : 정진경 목사, 상임대표 : 최기만 목사 |
| 1982 | 05.15                     | 목포지회 설립 |
| 1982 | 05.20                     | 서울 본부사무실 이전(서울시 마포구 서교동 395-153 선향빌딩 2층) |
| 1982 | 08.25                     | 월드컨선선교회 최초 파송 선교사 ‘강원희의료선교사 파송예배(네팔)’ |
| 1984 | 07.16                     | 창립 10주년 기념예배 |
| 1985 | 02.04                     | 전철한/박성옥 선교사 파송예배(남아공) 김정윤 선교사 파송(우간다 : 월드컨선파송) |
| 1986 | 05.10                     | 한국외항선교회 사단법인 설립허가취득(문공부 : 제536호) |
| 1986 | 07.20                     | 남아공 케이프타운 지회 개설 및 선교센터 구입 지회장 : 전철한 목사 |
| 1987 | 03.16                     | 안정로 선교사 순직(인도 붐베이) |
| 1987 | 11.05                     | 타문화권 선교사 훈련원(CCMTI) 개원 원감 : 김창환 선교사 |
| 1987 | 11.23                     | 여수, 여천지회 설립 |
| 1987 | 12.03                     | 동회지회 설립 |
| 1988 | 04.02                     | 킹스하이스쿨 내한방문 |
| 1989 | 07.18                     | ‘Love Europe’ 단기선교사 파송 / 이충권 외 95명 |
| 1991 | 12.05                     | 황필남/김말례 선교사 파송(몽골) |
| 1992 | 02.22                     | 법인 제7회(제27회) 총회 및 법인회장 김삼환 목사 취임예배 |
| 1992 | 10.13                     | 유태권/두경화 선교사 파송(러시아) |
| 1993 | 10.03                     | 한국외항선교회 남아공 케이프타운지회 선교사 훈련원 헌당예배 |
| 1994 | 02.15                     | 법인 제9회(제29회) 총회 및 법인이사장 곽선희 목사 취임예배 |
| 1994 | 07.11                     | 창립 20주년 감사 및 장·단기 선교사 파송예배 |
| 1995 | 07.04                     | 창립 21주년 감사 및 장·단기 선교사 파송예배 |
| 1996 | 04.22                     | 울산지회 설립 |
| 1996 | 09.05                     | 군산지회 국제선원센터 준공감사예배 |
| 1998 | 05.15                     | 광양지회 설립 |
| 1998 | 08.20                     | 아프리카 우간다 영성훈련센터 헌당예배 |
| 1998 | 11.26                     | 포항지회 설립 |
| 1999 | 05.11                     | 인천지회 선교센터 이전 및 선교사 파송예배 |
| 2000 | 02.28                     | 법인 제15회(제35회) 총회 법인총재 김삼환 목사 취임예배 및 명예총재 정진경 목사 추대식 |
| 2000 | 07.11                     | 김성호 단기선교사 몽골 선교사역중 순직(우블항가이 교회) |
| 2001 | 03.27                     | 뉴욕지회 설립 |
| 2001 | 10.04                     | 평택지회 설립 |
| 2002 | 05.14                     | 스승의 날 기념 원로목사 위로회 |
| 2002 | 09.08                     | ㄱㅎㅇ/ㅈㅎㅅ 선교사 파송예배(중앙아시아 카자흐스탄) |
| 2002 | 10.11                     | 인천지회 이전 감사예배(인천국제 선원복지회관) |
| 2003 | 06.26                     | 서울 본부 사무실 이전(서울시 마포구 서교동 377-4 교평빌딩 4층) |
| 2003 | 12.16                     | 성탄축하 및 중국, 네팔, 페루 선교사 파송예배 |
| 2004 | 01.06                     | 네팔선교사 파송, 페루/중국 선교사 환송감사예배 장소 : 본부 선교센터 |
| 2004 | 02.16                     | 창립 30주년 기념 및 제39회 정기 이사회 / 제19회 정기 총회 장소 : 예수소망교회 |
| 2004 | 06.25                     | 싱가폴/네팔 장기선교사, 카자흐스탄 단기선교사 파송 장소 : 본부 선교센터 |
| 2004 | 07.04                     | 월드컨선 국제총재 폴 케넬 선교사 가족 방문 환영 감사예배 장소 : 본부 선교센터 |
| 2004 | 11.08                     | 제37회(제54회) 임시법인이사회/임원회 장소 : 쉐라톤 그랜드 워커힐 |
| 2005 | 08.18                     | 제2 선교사의 집 입주감사예배 및 2005년 네팔단기선교사 귀국보고회 장소 : 본부 선교센터 |
| 2005 | 10.27                     | ‘김정윤 의료선교사’ 제5회 언더우드선교상 시상식 및 기념강좌 1부 기념강좌 2부 시상식 장소 : 연세대학교 루스채플 |
| 2005 | 11.22                     | 멕시코 김영락/김경화 선교사 파송 및 상임총무 임성호 목사/ 인천지회총무 김교철 목사 취임 장소 : 본부 선교센터 |
| 2005 | 12.07                     | 제39회(제56회) 임시법인이사회/임원회 및 부총회장 이정익 목사(기성교단), 이광선 목사(예장통합) 당선 감사예배 장소 : 신일교회 본당 |
| 2006 | 02.15                     | 법인40회(57회) 정기이사회/법인 제21회(41회) 정기총회 장소 : 영락교회 본당 |
| 2006 | 05.26                     | 선교사 파송감사예배(인도/우간다/모잠비크/중국) 장소 : 본부 선교센터 |
| 2006 | 12.13                     | 법인 제41회(제58회) 임시이사회 |
| 2007 | 05.23                     | 포항지회 제4차 바다주일 기념예배 장소 : 포항중앙교회 본당(서임중 목사 시무) |
| 2007 | 12.10                     | 법인 제43회(60회) 임시이사회 및 임원회 장소 : 쉐라톤 그랜드 워커힐 |
| 2008 | 02.20                     | 법인 제23회(43회) 정기총회 및 월컨 부이사장 소강석 목사 취임 감사 및 선교사 파송예배 장소 : 새에덴교회 본당 |
| 2008 | 07.04                     | 창립 34주년 감사 및 인도 단기선교사 파송예배 장소 : 본부 선교센터 |
| 2008 | 09.23                     | 상임총무/인천총무 이·취임 감사예배 장소 : 본부 선교센터 |
| 2008 | 12.15                     | 법인 제45회(제62회) 임시이사회 및 임원회 장소 : 쉐라톤 그랜드 워커힐 |
| 2009 | 01.07                     | 시무식 및 장·단기 선교사 파송감사예배 장소 : 본부 선교센터 |
| 2009 | 02.18                     | 창립35주년 기념 일일 선교부흥회 및 2009년 정기이사회/44회 총회 장소 : 강북제일교회 본당 |
| 2009 | 07.02                     | 인천선교센터 이전 및 창립 35주년 감사예배 장소 : 인천선교센터 |
| 2009 | 10.23                     | 해외타문화권 7개국 선교사 선교대회 및 국내항만선교 전략보고회 장소 : 본부 선교센터, 인천 선교센터 |
| 2009 | 12.08                     | 2009년 임시이사회 및 임원회 장소 : 쉐라톤 그랜드 워커힐 |
| 2010 | 02.07                     | 2010년 정기이사회 및 임원회 이광선 목사 한기총대표회장 및 한국외항선교회 법인총재 취임감사예배 장소 : 신일교회(이광선 목사 시무) |
| 2010 | 12.13                     | 2010년 임시이사회 및 임원회 장소 : 쉐라톤 그랜드 워커힐 |
| 2011 | 02.11                     | 제46회 정기총회 장소 : 본부 선교센터 |
| 2011 | 12.12                     | 2011년 정기이사회 및 임원회 장소 : 세라톤 그랜드 워커힐 |
| 2012 | 02.27                     | 법인 제52회 임시이사회 및 제47회 정기총회 장소 : 신촌성결교회 아천홀(이정익 목사 시무) |
| 2013 | 02.26                     | 법인 제53회(제69회) 정기이사회 및 임원회 일시 : 2013년 2월 26일(화) 오전 10시 30분 장소 : 명성교회 새성전 지하1층 임마누엘 소예배실(김삼환 목사 시무)                                                                                             |
| 2014 | 02.26                     | 한국외항선교회 창립 40주년 / 법인 제48회 정기총회 및 상임회장 이·취임식 장소 : 명성교회 대예배실(김삼환 목사 시무) 최기만 목사 명예회장 추대 : 한국외항선교회 전. 상임회장 이광선 목사 상임회장 취임 : 증경총회장(예장통합) / 증경 한기총대표회장 |
| 2014 | 03.10                     | C국 CJL 선교사 허입 |
| 2014 | 05.02                     | 러시아 하바로브스크 : 정시티(목사) 선교사 파송예배 장소 : 본부 선교센터 |
| 2014 | 05.11                     | 필리핀 김명환 선교사 허입 |
| 2014 | 05.12                     | C국 YCK 선교사 허입 |
| 2014 | 07.                       | 개정 운영규정 시행 |
| 2014 | 07.17                     | 아프리카 케냐 최우영(목사) 선교사 파송예배 장소 : 본부 선교센터 |
| 2014 | 08.27                     | 미국 시카고 지회 설립 운영이사장 : 최병홍 목사(시카고 한인장로교회 당회장) 지회장 : 장옥채 목사(시카고 시온성교회 당회장) |
| 2014 | 09.09                     | 남아프리카공화국 김준원(목사) 선교사 파송예배 장소 : 본부 선교센터 |
| 2014 | 09.25                     | 본부 사무실 이전, 용산구 대우월드마크 102-1401 |
| 2014 | 10.22                     | 본부 이전 감사예배 장소: 본부 사무실(설교: 총재 이정익 목사) |
| 2014 | 11.04                     | 영국 남형식, 최경숙 선교사 허입 |
| 2014 | 12.17                     | 광양지회 총무 이취임식 장소: 광양대광교회(설교: 이광선 상임회장) 이임총무: 김재구 목사/취임총무: 신영숙 목사 |
| 2014 | 12.18                     | 명예상임회장 최기만 목사 한기총 선교지도자상 수상 |
| 2015 | 02.24                     | 한국외항선교회 법인 제57회 정기이사회 장소 : 연동교회 가나의 집 열림홀(이성희 목사 시무) |
| 2015 | 04.30                     | 뉴질랜드 김영수/박춘희 선교사 파송 |
| 2015 | 04.27                     | 국내 항만선교사 회의 장소: 영덕 삼사교회 미션홀 |
| 2015 | 08.16                     | 필리핀 이선이 선교사 파송 |
| 2015 | 10.05                     | 본부선교센터 확장 이전(대우월드마크 102-704, 현 사무실) |
| 2015 | 11.5                      | 선교센터 확장 이전 감사예배(설교: 이사장 김삼환 목사) |
| 2015 | 12.18                     | 콩고 이광수 선교사 파송 |
| 2016 | 02.16                     | 한국외항선교회 제49회 정기총회 및 58회 정기이사회 장소 : 서현교회 본당(김경원 목사 시무) 헝가리 최영/양애자 선교사 허입/파송 |
| 2016 | 03.24                     | 남아프리카공화국 정진환/황미자 선교사 허입 |
| 2016 | 05.02                     | 이스라엘 정연호/이유순 선교사 파송예배 장소: 본부선교센터 |
| 2016 | 05.12                     | 국내 항만선교사 및 본부 수련회(1박 2일) 장소: 부산한국해양교회 |
| 2016 | 10.28                     | 콩고 정미란 선교사 파송 |
| 2017 | 02.23                     | 한국외항선교회 제59회 정기이사회 장소 : 그랜드 앰배서더 호텔 지하1층 샤르도네홀 |
| 2017 | 04.24                     | 항만지회 총무 및 본부직원 수련회(실크로드 포럼 참석) 장소: 인천글로벌캠퍼스 |
| 2017 | 07.04                     | 콩고 정흥렬/신혜숙 선교사 파송 |
| 2017 | 12.07                     | 이사장 초청 원로 위로회 장소 : 본부선교센터/롯데월드타워 |
| 2017 | 12.                       | 해외선교사 성탄선물 발송 |
| 2018 | 02.22                     | 제50회 정기총회 장소: 명성교회 새성전 5층 다볼실 |
| 2018 | 04.25                     | 헝가리 신은규/박윤애 선교사 파송예배 장소: 본부 선교센터 |
| 2018 | 05.08                     | 항만지회 총무 및 본부직원 수련회(1박 2일) 장소: 동해시 무릉계곡 건강숲 |
| 2019 | 02.27                     | 한국외항선교회 제60회 정기이사회 장소: 명성교회 새성전 5층 다볼실 |
| 2019 | 06.                       | 콩고 엄무환/김경자 순회선교사 캄보디아 김의식/이순희 순회선교사 파송예배 |
| 2019 | 06.11                     | 항만지회 총무 및 본부직원 수련회(1박 2일) 장소 : 포항국제인교회 |
| 2020 | 02.25                     | 한국외항선교회 제51회 정기총회 장소: 명성교회 |
| 2021 | 02.23                     | 코로나19 감염 방지를 위한 마스크 나눔행사(1차) 후원: 언약교회 박정미 목사/마스크 8천 장 해외선교사 및 국내 항만지회에 배포 |
| 2021 | 03.24                     | 한국외항선교회 61회 정기이사회를 약식보고(유인물)로 대체함. 사유: 코로나19감염증 확산 방지 |
| 2021 | 07.07                     | 2차 마스크 나눔 행사 후원: WK뉴딜국민그룹/마스크 50만 장 네팔, 남아공, 우간다 선교사 및 국내 항만지회에 배포 |
| 2022 | 02.02                     | 우간다 김정윤 선교사 별세 |
| 2022 | 02.                       | 국외항선교회 제52회 정기총회(비대면) |
| 2022 | 03.01                     | 한국외항선교회 상임회장 이취임 이임 : 이광선 목사(신일교회 원로/증경 총회장(통합)) 취임 : 노영상 목사(전 호남신학대학교 총장) |
| 2022 | 미국 정현우 선교사 허입   | |
| 2022 | 태국 허춘중 선교사 허입   | |
| 2022 | 일본 곽용길 선교사 허입   | |
| 2022 | 터키 조희승 선교사 허입   | |
| 2022 | 필리핀 정재식 선교사 허입 | |
| 2022 | 러시아 양성렬 선교사 허입 | |
| 2022 | 영국 박준수 선교사 허입   | |
| 2022 | 네팔 권승일 선교사 허입   | |
| 2022 | 06.10                     | 본부 직원 인천지회 방문 |
| 2022 | 06.29                     | 선교정책 수립을 위한 선교사 설문조사 실시 7월 5일까지. 온라인 조사 방식 |
| 2022 | 09.12                     | 1차 온라인 신학강좌 개최 6주 과정, 매 주 월요일 밤 11시, zoom프로그램 이용 강사: 노영상, 김은수, 한국일, 박창현, 박보경, 홍종현 교수 |

## 참고 문헌
- Danny Choi, A Case Study of No-Western Mission Structure: A History of Korea Harbor Evangelism 1974-2010 (Ph.D. William Carey International University, 2016
- 한국외항선교회 뉴스레터 보관됨 2022-10-27 - 웨이백 머신

## 같이 보기
- 최기만
- 노영상
- 총회한국교회연구원